# 1896 في إيطاليا
فيما يلي قوائم الأحداث التي وقعت خلال عام 1896 في إيطاليا.

## ظهور
- 1 يناير – البوهيمي

## مواليد

### يناير
- 12 يناير – أوبيرتو دي موربورجو لاعب كرة مضرب إيطالي.

### يونيو
- 6 يونيو – إيتالو بالبو

### يوليو
- 16 يوليو – فيديريكو غاي درّاج طريق إيطالي.

### سبتمبر
- 4 سبتمبر – أنطونين أرتو
- 17 سبتمبر – دينيسي غراي
- 25 سبتمبر – ساندرو برتيني

### أكتوبر
- 12 أكتوبر – أوجينيو مونتالي شاعر إيطالي.

### ديسمبر
- 23 ديسمبر – جوزيبي توماسي دي لامبيدوزا

## وفيات

### يناير
- 20 يناير – أمير هنري من باتنبرغ (مواليد 1858)

### يونيو
- 4 يونيو – إيرنيستو روسي (مواليد 1827) ممثل إيطالي.